# Generální útok
Generální útok je vojenský termín, označující hlavní, rozhodují útok, jehož cílem je bezprostřední dosažení rozhodujícího úspěchu – tj. buďto přímo dosažení primárních cílů operace, nebo přivedení nepřítele do takové pozice, kdy pro něj už dál nebude možné bránit splnění těchto cílů. 
V případě obléhání se za generální útok (zast. generální šturm) označuje útok, jehož cílem je definitivní prolomení hradeb a dobytí pevnosti. 
Pojem generální útok může být též použit v trochu jiném významu – jakožto pojem označující útok, do něhož byla nasazena veškerá dostupná úderná síla. Příkladem může být například zoufalý pokus probít se z obklíčení.